# Ubolratana (huyện)
Ubolratana (tiếng Thái: อุบลรัตน์) là một huyện (amphoe) của tỉnh Khon Kaen, đông bắc Thái Lan.
Huyện được đặt tên theo công chúa Ubol Ratana, con cả của vua King Bhumibol Adulyadej.

## Lịch sử
Tiểu huyện (king amphoe) Ubolratana đã được thành lập vào ngày 20 tháng 8 năm 1974 thông qua việc tách ba tambon Khok Sung, Na Kham và Ban Dong từ huyện Nam Phong. Đơn vị hành chính này đã được nâng cấp thành huyện vào ngày 25 tháng 3 năm 1979.

## Địa lý
Các huyện giáp ranh (từ phía bắc theo chiều kim đồng hồ) Khao Suan Kwang, Nam Phong, Mueang Khon Kaen, Ban Fang, Nong Ruea và Phu Wiang của tỉnh Khon Kaen, và Non Sang của tỉnh Nongbua Lamphu.

## Hành chính
Huyện này được chia ra thành 6 phó huyện (tambon), các đơn vị này lại được chia thành 68 làng (muban). Khuean Ubolratana là một thị trấn (thesaban tambon) nằm trên một phần của tambon Khuean Ubolratana. Có 6 Tổ chức hành chính tambon.
| STT. | Tên               | Tên Thái   | Số làng | Dân số |  |
| ---- | ----------------- | ---------- | ------- | ------ |  |
| 1.   | Khok Sung         | โคกสูง      | 13      | 8.469  |  |
| 2.   | Ban Dong          | บ้านดง      | 14      | 10.243 |  |
| 3.   | Khuean Ubolratana | เขื่อนอุบลรัตน์ | 10      | 7.692  |  |
| 4.   | Na Kham           | นาคำ       | 13      | 6.578  |  |
| 5.   | Si Suk Samran     | ศรีสุขสำราญ  | 9       | 5.367  |  |
| 6.   | Thung Pong        | ทุ่งโป่ง      | 9       | 5.013  |  |